# Arturo Barrios
Arturo Barrios (Cidade do México, 12 de dezembro de 1962) é um fundista mexicano, bicampeão da Corrida de São Silvestre, campeão pan-americano da corrida de 10 mil metros e ex-recordista mundial dos 10 mil metros.
Bicampeão da Corrida Internacional de São Silvestre em 1990 e 1991.
Ficou em 5º lugar nas Olimpíadas de Seul 1988 e Barcelona 1992 nos 10 000 metros.
Barrios se naturalizou cidadão estadunidense em setembro de 1994. É formado pela Texas A&M University desde 1985.